# Helen Forrest

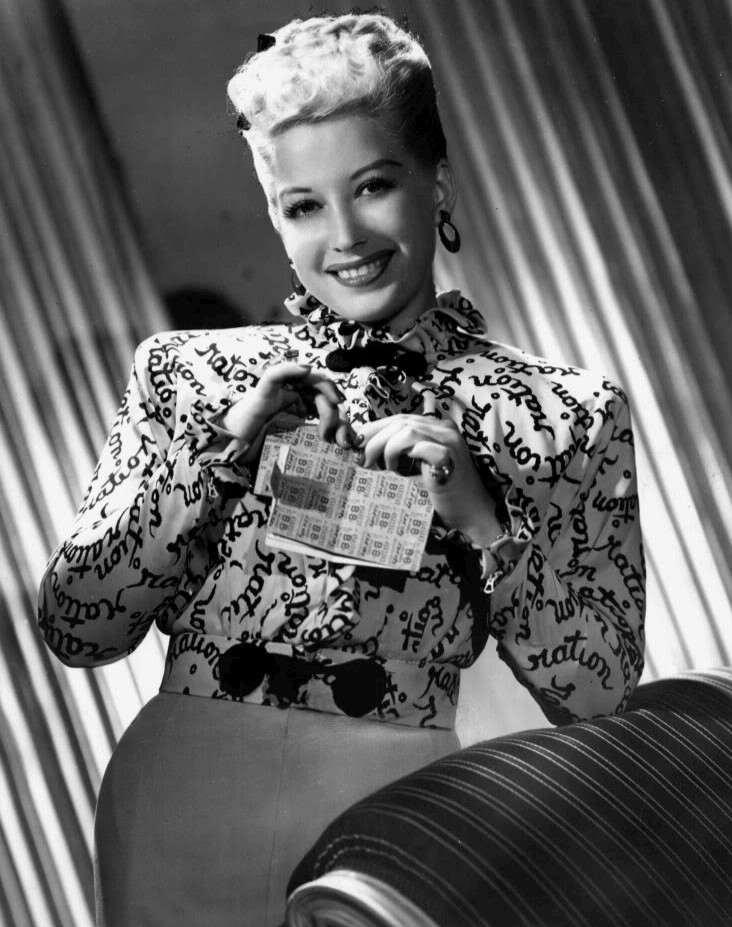
Helen Forrest (1945)

Helen Forrest (eigentlich Helen Fogel; * 12. April 1917 in Atlantic City, New Jersey, USA; † 11. Juli 1999 in Woodland Hills, Kalifornien, USA) war eine US-amerikanische Sängerin.
Durch ihr Engagement bei den bekanntesten Orchestern der Swing-Ära galt sie als „Die Stimme der Bands mit Namen“ (“the voice of the name bands”).

## Leben
Helen Forrest wurde in einer jüdischen Familie in Atlantic City geboren. Im Alter von zehn Jahren trat sie erstmals als Sängerin mit der Band ihres Bruders auf. Ihre Gesangslaufbahn begann sie später beim Radiosender CBS unter dem Namen Bonnie Blue.
Größere Bekanntheit erlangte Forrest 1939, als der Bandleader Artie Shaw sie als Sängerin engagierte, nachdem Billie Holiday sein Orchester ein Jahr zuvor verlassen hatte. Mit Shaw nahm Forrest binnen kurzer Zeit 38 Singles auf; zu den bekanntesten gehören They Say, Comes Love und All the Things You Are.

Ende 1939 wechselte Forrest zur Band von Benny Goodman, mit der sie eine Reihe erfolgreicher Stücke aufnahm, darunter Perfidia und The Man I Love. 1940 folgten Aufnahmen mit Nat King Cole und Lionel Hampton. Mit dem Orchester von Harry James, der sie 1941 engagierte, hatte sie ihre seinerzeit größten Erfolge, darunter I Had the Craziest Dream und I Don't Want to Walk Without You. Zu James unterhielt Forrest auch eine private Beziehung, bevor dieser Betty Grable, seine spätere Ehefrau, traf.
Ende 1943 verließ Forrest Harry James’ Orchester und strebte eine Solokarriere an. Im Sommer 1944 gelang ihr mit dem Titel Time Waits For No One ein Hit, der Platz 2 der Pop-Charts erreichte. Ende der 1940er Jahre trat sie als Gesangspartnerin von Dick Haymes in dessen Radiosendung auf. Mit ihm sang sie unter anderem das Duett Some Sunday Morning. Nachdem es in den 1950ern stiller um sie geworden war, trat Forrest Anfang der 1960er mit dem Orchester von Tommy Dorsey unter der Leitung von Sam Donahue wieder in Erscheinung. Daneben hatte sie weiterhin zahlreiche Gesangsauftritte in Abendrestaurants. 1983 veröffentlichte sie ihr letztes Album.
Bis in die frühen 1990er Jahre, als Arthritis sie zum Ruhestand zwang, trat Helen Forrest als Sängerin vor Publikum auf. Im Laufe ihrer Karriere hatte sie über 500 Stücke aufgenommen. Forrest wirkte auch in verschiedenen Musical-Filmen mit, darunter Badende Venus und Mein Schatz ist ein Matrose (beide 1944). Sie betätigte sich darüber hinaus als Verfechterin der Bürgerrechte. Helen Forrest war dreimal verheiratet und ebenso oft wieder geschieden. Sie hat einen Sohn, Michael Forrest Feinman.
Im Alter von 82 Jahren starb Helen Forrest in Kalifornien an einer Herzkrankheit. Sie ist auf dem Friedhof Mount Sinai Memorial Park in Los Angeles begraben.